# That's Life (brano musicale)
That's Life è un brano musicale composto da Dean Kay e Kelly Gordon. La prima incisione si ebbe ad opera della cantante Marion Montgomery, "con musica di Jack Marshall", secondo l'etichetta del 45 giri. La versione più celebre è quella di Frank Sinatra, pubblicata nel 1966 nell'omonimo album. Sinatra registrò la canzone dopo averne ascoltato una reinterpretazione da parte del cantante blues O.C. Smith; il brano si rivelò vincente e raggiunse la quarta posizione nella classifica statunitense Billboard Hot 100. A seguito del successo della versione di Sinatra, il brano venne inciso da svariati altri artisti inclusi Aretha Franklin, James Booker, Shirley Bassey, James Brown, Van Morrison, David Lee Roth, Michael Bolton, Michael Bublé, Russell Watson, Deana Martin e Willie Nelson. La versione di Sinatra è stata inserita nella colonna sonora di numerosi film, tra i quali Bronx (1993) e Joker (2019).

## Il brano
Marion Montgomery era sotto contratto con la Capitol Records quando incise That's Life nel 1963, ma il singolo non entrò in classifica.

### Versione di Frank Sinatra
That's Life giunse all'attenzione di Frank Sinatra dopo che la canzone era stata incisa da O.C. Smith. Il testo di That's Life venne modificato per la versione di Sinatra. Il verso «I've been a puppet, a pauper, a pirate, a poet, a pawn and a queen» fu cambiato in modo che finisse con la parola "king" al posto di "queen". Sinatra cantò per la prima volta la canzone in televisione durante lo speciale A Man and His Music – Part II del 1966, dove fu eseguita come un brano blues con un accompagnamento di organo elettrico.
Questo arrangiamento venne modificato per la versione incisa su disco, molto più orientato al pop swing, opera di Ernie Freeman con la produzione di Jimmy Bowen; i tre avevano già collaborato insieme in precedenza per Strangers in the Night. La canzone venne inclusa nell'omonimo album come title track.
Sia l'album che la canzone riscossero un grande successo.
La canzone è stata inclusa nella colonna sonora del film del 2019 Joker.

### Altre cover
- 1966: O.C. Smith
- 1967: Gene McDaniels – Golden Greats
- 1967: Aretha Franklin – Aretha Arrives
- 1967: The Temptations – The Temptations in a Mellow Mood
- 1967: Shirley Bassey – And We Were Lovers
- 1968: James Brown – Gettin' Down to It
- 1986: David Lee Roth – Eat 'Em and Smile
- 1996: Van Morrison with Georgie Fame – How Long Has This Been Going On
- 1997: U.S. Bombs – War Birth
- 2002: The Bluetones – The Singles
- 2003: Bono – The Good Thief Original Soundtrack
- 2004: Westlife – Allow Us to Be Frank
- 2006: Michael Bolton – Bolton Swings Sinatra
- 2007: Michael Bublé – Call Me Irresponsible
- 2007: Ray Quinn – Doing It My Way
- 2007: D.O.A. – Punk Rock Singles 1978–1999
- 2007: Russell Watson – That's Life
- 2009: Alan Cumming – I Bought A Blue Car Today
- 2011: Landau Eugene Murphy, Jr. – That's Life
- 2012: Tommy Körberg – Sjung tills du stupar
- 2014: Cherry Poppin' Daddies – Please Return the Evening2016: Deana Martin – Swing Street
- 2024: Lady Gaga – Harlequin e Joker: Folie à Deux (Music from the Motion Picture)